# Devrim Özkan
Devrim Özkan (anhörenⓘ; * 2. September 1998 in Muğla) ist eine türkische Schauspielerin.

## Leben und Karriere
Özkan wurde am 2. September 1998 in Muğla geboren. Sie studierte an der Muğla Sıtkı Koçman Üniversitesi. Ihr Debüt gab sie 2017 in der Fernsehserie Rüya. Danach wurde sie für die Serie Vatanım Sensin gecastet. Ihre erste Hauptrolle bekam sie 2019 in Vuslat. Von 2020 bis 2021 trat sie in Ramo auf. Anschließend spielte sie 2021 in der Serie Ex Aşkım mit. Seit 2022 ist sie in Gelsin Hayat Bildiği Gibi zu sehen.

## Filmografie
Serien
- 2017: Rüya
- 2017–2018: Vatanım Sensin
- 2019–2020: Vuslat
- 2020–2021: Ramo
- 2021: Ex Aşkım
- seit 2022: Gelsin Hayat Bildiği Gibi
- 2023–2024: Ne Gemiler Yaktım